# Banisteriopsis parviglandula
Banisteriopsis parviglandula är en tvåhjärtbladig växtart som beskrevs av B. Gates. Banisteriopsis parviglandula ingår i släktet Banisteriopsis och familjen Malpighiaceae. Inga underarter finns listade i Catalogue of Life.